# Forbundsdagsvalget 1987
Valget i Tyskland 1987 var valget til den 11. tyske Forbundsdag og blev afholdt den 25. januar det år.
Resultatet af valget var at regeringen bestående af CDU/CSU og FDP under ledelse af Helmut Kohl blev siddende.

## Resultater
|  | Parti     | Partilistestemmer | Procent (ændring) | Procent (ændring) | Pladser (ændring) | Pladser (ændring) | Procent af pladser |
|  | --------- | ----------------- | ----------------- | ----------------- | ----------------- | ----------------- | ------------------ |
|  | SPD       | 14 025 763        | 37,0 %            | −1,2 %            | 186               | −7                | 37,4 %             |
|  | CDU       | 13 045 745        | 34,4 %            | −3,7 %            | 174               | −17               | 35,0 %             |
|  | CSU       | 3 715 827         | 9,8 %             | −0,8 %            | 49                | −4                | 9,9 %              |
|  | FDP       | 3 440 911         | 9,1 %             | +2,2 %            | 46                | +12               | 9,3 %              |
|  | De grønne | 3 126 256         | 8,3 %             | +2,7 %            | 42                | +15               | 8,5 %              |
|  | Andre     | 512 817           | 1,3 %             |                   | 0                 |                   | 0,0 %              |
|  | Totalt    | 37 867 319        | 100,0 %           |                   | 497               | −1                | 100,0 %            |

Valgdeltagelsen var på 84,3 %.